# Xã Bingham, Quận Traill, Bắc Dakota
Xã Bingham (tiếng Anh: Bingham Township) là một xã thuộc quận Traill, tiểu bang Bắc Dakota, Hoa Kỳ. Năm 2010, dân số của xã này là 70 người.